# شهرستان آستراخان
شهرستان آستراخان (به قزاقی: Астрахан ауданы، استراحان اۋدانى) یک شهرستان در قزاقستان است که در استان آق‌مولا واقع شده‌است.

## خصوصیات
شهرستان آستراخان ۷٬۴۰۰ کیلومترمربع مساحت و ۲۵٬۵۲۴ نفر جمعیت دارد.